# Néa Mákrisi
Néa Mákrisi (Nea Makrisi) är en ort i Grekland.   Den ligger i prefekturen Fthiotis och regionen Grekiska fastlandet, i den centrala delen av landet, 170 km nordväst om huvudstaden Aten. Néa Mákrisi ligger 480 meter över havet och antalet invånare är 152.
Terrängen runt Néa Mákrisi är kuperad åt sydväst, men åt nordost är den platt. Terrängen runt Néa Mákrisi sluttar norrut. Runt Néa Mákrisi är det glesbefolkat, med 15 invånare per kvadratkilometer. Närmaste större samhälle är Domokós, 6,8 km nordväst om Néa Mákrisi. Trakten runt Néa Mákrisi består till största delen av jordbruksmark.